# Marco van der Hulst
Marco van der Hulst (nascido em 20 de maio de 1963) é um ex-ciclista de pista holandês. Competiu na perseguição por equipes de 4 km nos Jogos Olímpicos de Los Angeles 1984, terminando na décima posição, formando equipe com seus compatriotas Ralf Elshof, Rik Moorman e Jelle Nijdam.